# Hori (Anhur-főpap)
Hori ókori egyiptomi főpap volt, Anhur főpapja a XIX. dinasztia idején, II. Ramszesz uralkodása alatt. Lehetséges, hogy azonos azzal a Hori nevű Ámon-főpappal, akit Kanaht, a harci kocsik parancsnoka szobrán említenek.

## Családja
Hori befolyásos családból származik, családtagjairól fivére, Amenemone számol be egy szobrán (ma a Nápolyi Múzeumban, katalógusszám: 1069). Apja Ámon főpapja, Parennefer, más néven Wennefer volt, anyját Iszetnek (Ízisznek) hívták. A szobor a család több tagját is felsorolja, Hori és apja mellett nagyszüleit, Minhotepet és Maiát is említi. Nagybátyjai Penneszuttaui, aki a csapatok parancsnoka volt Kúsban, és Minmosze, Min és Ízisz főpapja. Rokona volt II. Paszer kúsi alkirály is. Hori fivérei is innen ismertek: öccse, Amenemone II. Ramszesz gyerekkori barátja, később a munkálatok felügyelője volt, Amenemope Ré héliopoliszi főpapja, valamint a Két Föld urának kamarása, Haemuaszet pedig a szent könyvek írnoka Ámon házában.
Hori fia Minmosze volt, aki követte Anhur főpapjaként. Amennyiben Hori azonos Hori Ámon-főpappal, úgy volt egy Kanaht nevű fia is, a harci kocsik parancsnoka.

## Fordítás
- Ez a szócikk részben vagy egészben  a   Hori (High Priest) című angol Wikipédia-szócikk ezen változatának fordításán alapul.  Az eredeti cikk szerkesztőit annak laptörténete sorolja fel. Ez a jelzés csupán a megfogalmazás eredetét és a szerzői jogokat jelzi, nem szolgál a cikkben szereplő információk forrásmegjelöléseként.